# Nelson dos Santos
Nelson Rocha dos Santos (né le 8 mai 1952 à Rio de Janeiro) est un athlète brésilien, spécialiste du sprint.
Il remporte deux médailles d’or lors des Championnats d'Amérique du Sud 1983.